# Zeche Schepmannsbank
Die Zeche Schepmannsbank in Bochum-Rauendahl ist ein ehemaliges Steinkohlenbergwerk. Das Bergwerk war auch unter den Namen Zeche Scheppmannsbank, Zeche Schippmannsbank und Zeche Schepmann bekannt. Das Bergwerk befand sich südlich vom St. Mathias Erbstollen.

## Bergwerksgeschichte
Bereits im Jahr 1720 war das Bergwerk in Betrieb. Um das Jahr 1732 wurde im Flöz ein Stollen aufgefahren. Außerdem wurde ein tonnlägiger Schacht abgeteuft. Der Schacht hatte eine flache Teufe von 38 Metern, vom Schacht wurden mehrere Grundstrecken angesetzt. Im Jahr 1762 wurde die Mutung eingelegt. Am 6. Juli des Jahres 1765 erfolgte die Verleihung eines Längenfeldes. Ab dem Jahr 1772 war das Bergwerk in Betrieb. Im selben Jahr wurde mit der Lieferung der Kohlen über die Ruhr und den Rhein nach Kleve begonnen. Im Jahr 1775 wurde das Bergwerk Zeche Schepmann und Nebenbank genannt. Im Jahr 1792 wurde das Bergwerk in die Niemeyersche Karte eingetragen. Der Stollen, der parallel zum St. Mathias Erbstollen verlief, wurde in östlicher Richtung aufgefahren. Das Stollenmundloch befand sich im Rauendahl etwa 200 Meter oberhalb der heutigen Rauendahlstraße. Im Jahr 1798 wurde im Bereich von Schacht Jörgen (Schacht 4) abgebaut. Im Jahr 1800 wurde am Schacht Georg (Schacht 3) abgebaut. Im Jahr 1805 wurde zunächst noch am Schacht Antonius abgebaut. Im April desselben Jahres wurde das Bergwerk stillgelegt. Etwa um das Jahr 1842 wurde das Bergwerk erneut in Betrieb genommen. Da der Schepmanns-Stollen zwölf Lachter oberhalb des St. Mathias Erbstollens lag, erfolgte die Förderung der abgebauten Kohlen durch den St. Mathias Erbstollen. Die Zeche Schepmannsbank war zeitweise im Besitz des St. Mathias Erbstollens.